# ويت بيسيل
ويت بيسيل (بالإنجليزية: Whit Bissell)‏ مواليد 25 أكتوبر 1909 في نيويورك، نيويورك، الولايات المتحدة - الوفاة 5 مارس 1996 في لوس أنجلوس، كاليفورنيا، الولايات المتحدة، هو ممثل أمريكي بدأ مسيرته الفنية سنة 1940. امتدت مسيرته الفنية لأكثر من 44 عاما.

## الأعمال
- النصر المجنح
- حياة مزدوجة
- محاكمة
- المتحديان
- الساحر
- السبعة الرائعون
- هاد
- المطار
- النزاع المسلح في أو كيه كورال

## روابط خارجية
- ويت بيسيل على موقع IMDb (الإنجليزية)
- ويت بيسيل على موقع ألو سيني (الفرنسية)
- ويت بيسيل على موقع أول موفي (الإنجليزية)
- ويت بيسيل على موقع قاعدة بيانات برودواي على الإنترنت (الإنجليزية)
- ويت بيسيل على موقع قاعدة بيانات الأفلام السويدية (السويدية)
- ويت بيسيل على موقع إن إن دي بي (الإنجليزية)
- ويت بيسيل على موقع قاعدة بيانات الفيلم (الإنجليزية)
- ويت بيسيل على موقع كينوبويسك (الروسية)